# Dyschoriste
Dyschoriste är ett släkte av akantusväxter. Dyschoriste ingår i familjen akantusväxter.

## Bildgalleri

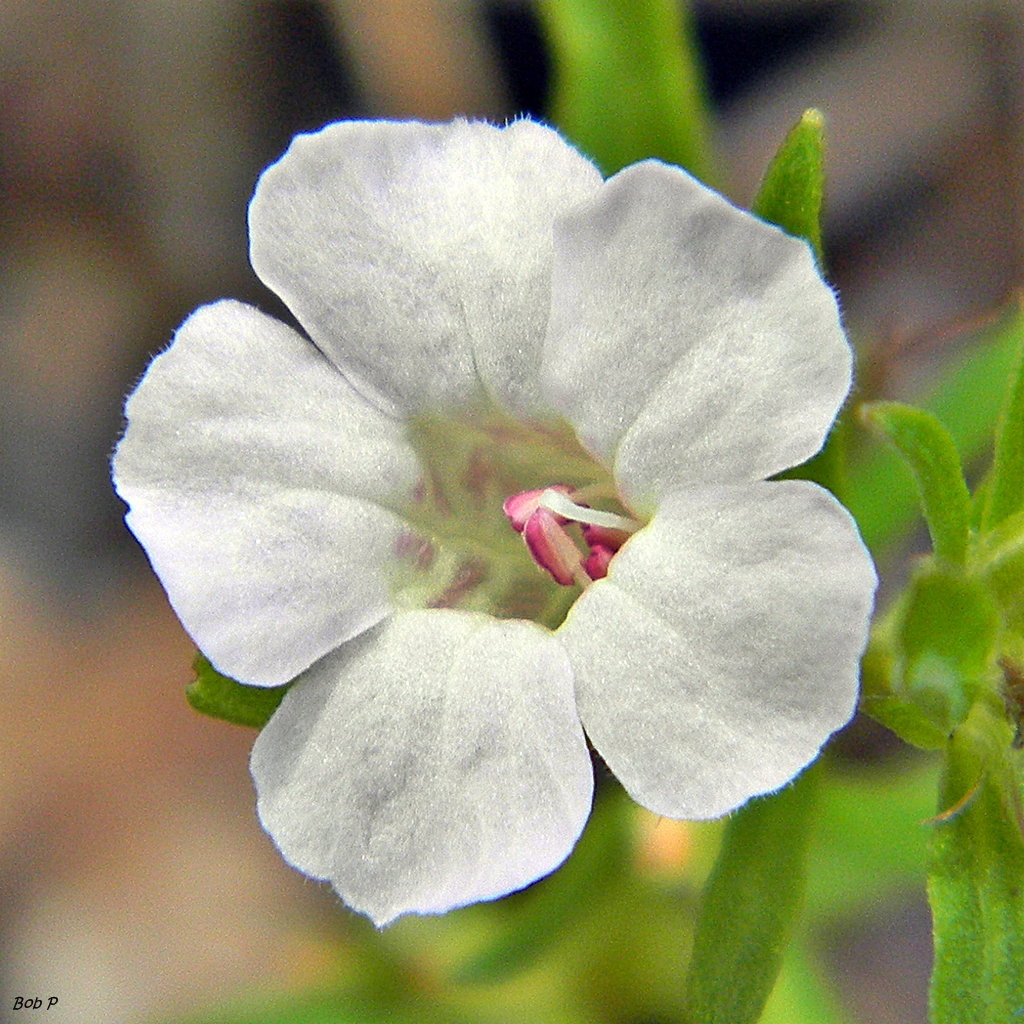
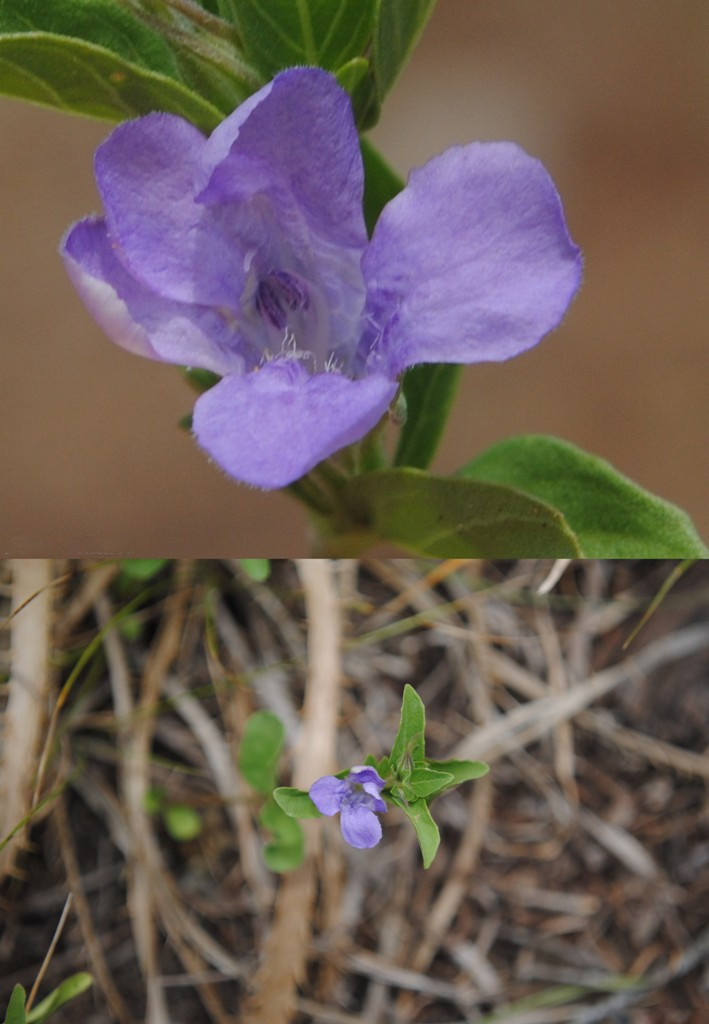
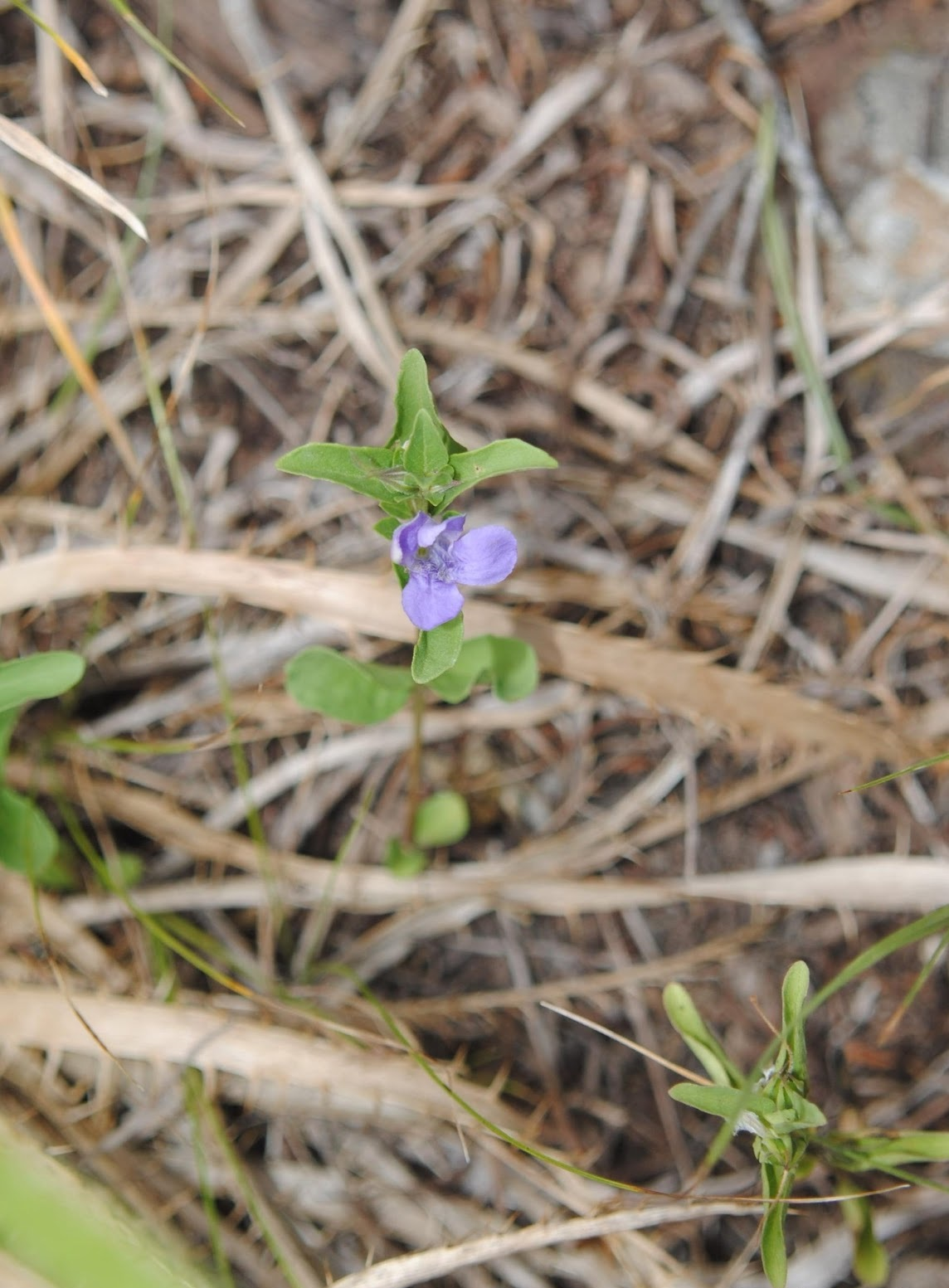
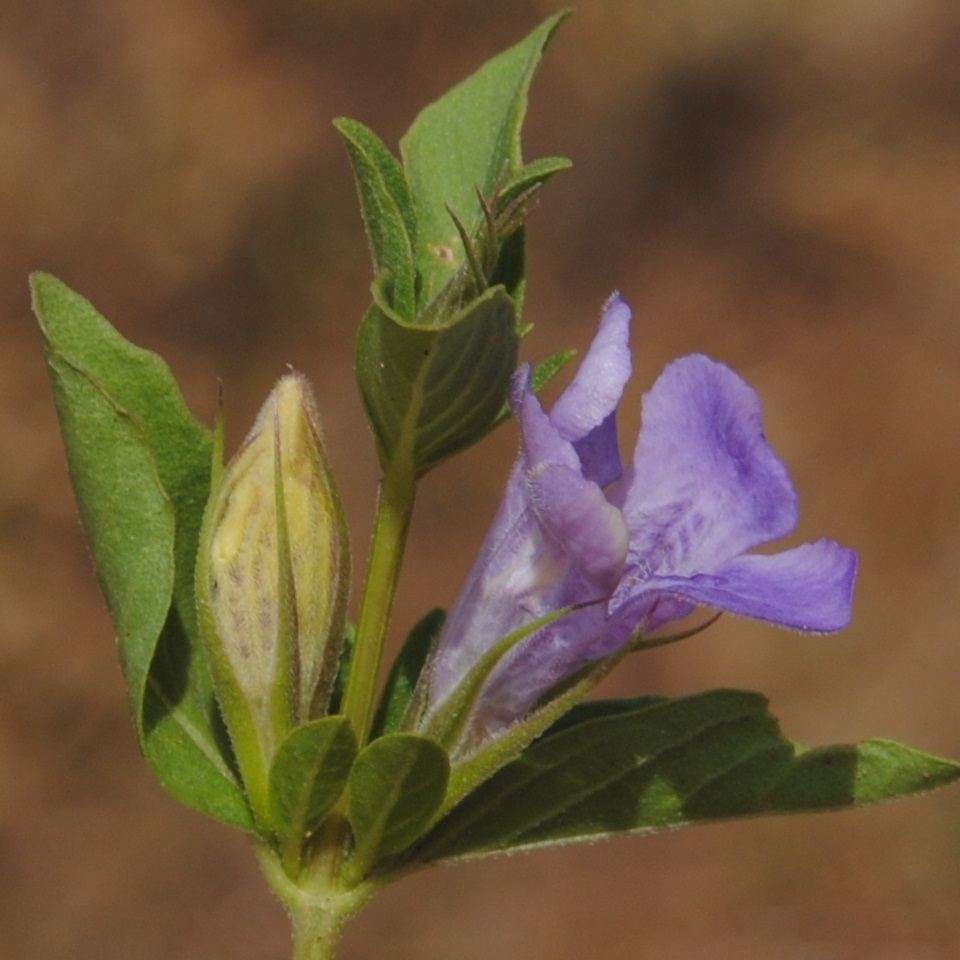
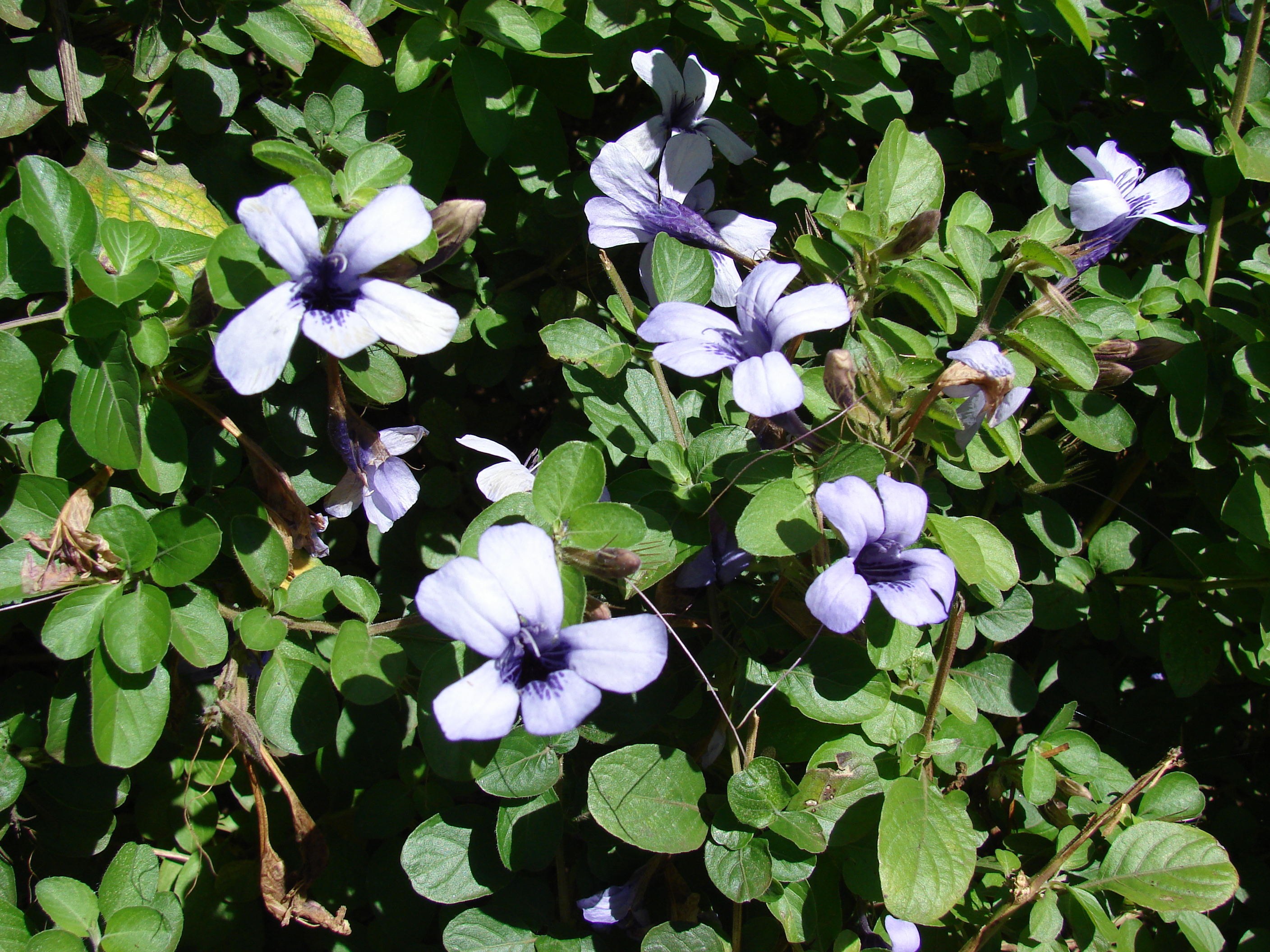
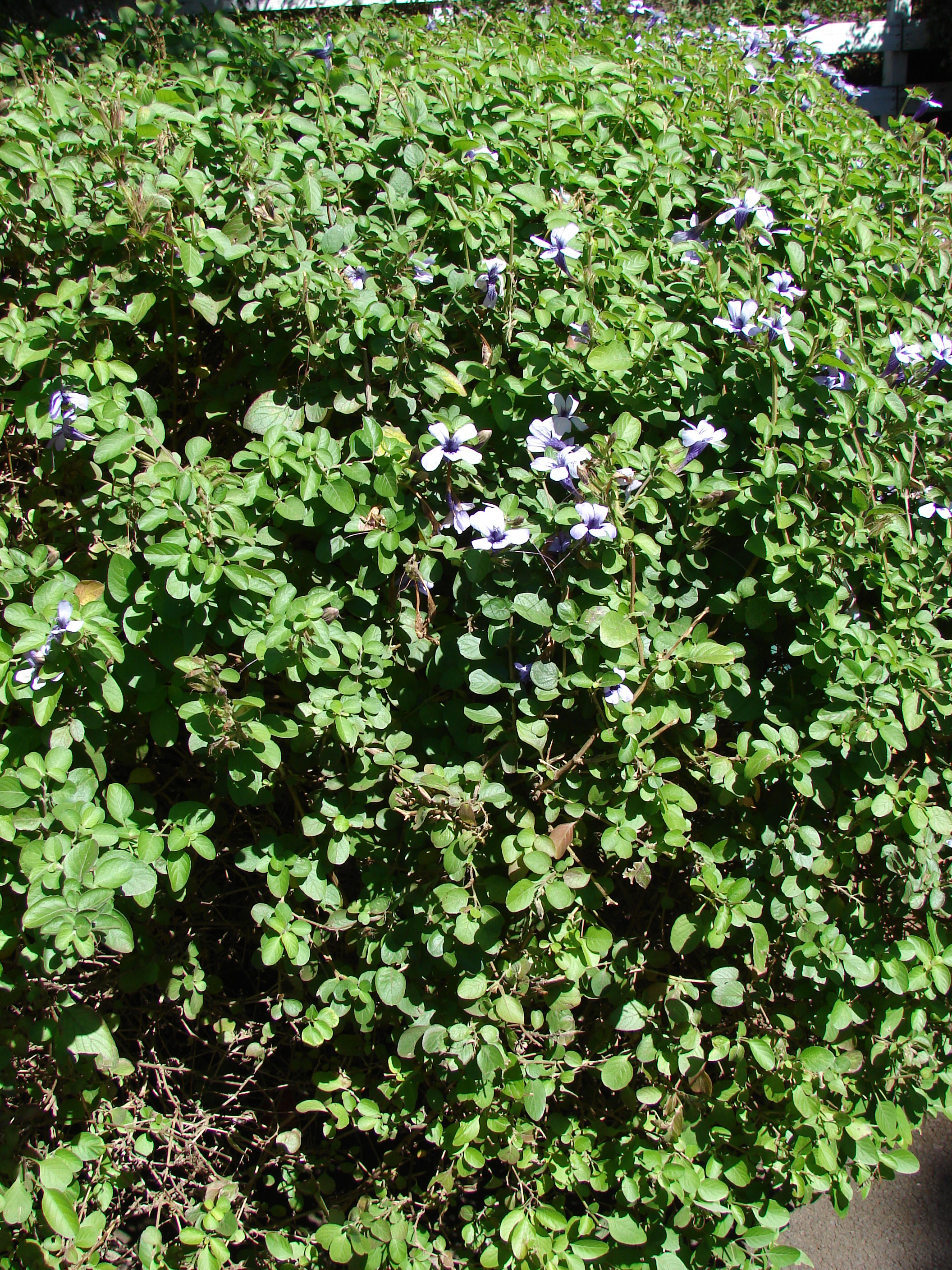

## Dottertaxa tillDyschoriste, i alfabetisk ordning[1]
- Dyschoriste adscendens
- Dyschoriste albiflora
- Dyschoriste angusta
- Dyschoriste angustifolia
- Dyschoriste axillaris
- Dyschoriste bayatensis
- Dyschoriste bayensis
- Dyschoriste boliviana
- Dyschoriste candida
- Dyschoriste capitata
- Dyschoriste capricornis
- Dyschoriste celebica
- Dyschoriste ciliata
- Dyschoriste clarkei
- Dyschoriste costata
- Dyschoriste crenulata
- Dyschoriste crinita
- Dyschoriste cunenensis
- Dyschoriste dalyi
- Dyschoriste dalzellii
- Dyschoriste erythrorhiza
- Dyschoriste gracilicaulis
- Dyschoriste gracilis
- Dyschoriste greenmanii
- Dyschoriste heudelotiana
- Dyschoriste hildebrandtii
- Dyschoriste hirsuta
- Dyschoriste hirsutissima
- Dyschoriste hispidula
- Dyschoriste hondurensis
- Dyschoriste humilis
- Dyschoriste hygrophyloides
- Dyschoriste hyssopifolia
- Dyschoriste jaliscensis
- Dyschoriste keniensis
- Dyschoriste kitongaensis
- Dyschoriste lavandulacea
- Dyschoriste linearis
- Dyschoriste lloydii
- Dyschoriste lycioides
- Dyschoriste madagascariensis
- Dyschoriste madurensis
- Dyschoriste maranhonis
- Dyschoriste mcvaughii
- Dyschoriste microphylla
- Dyschoriste miskatensis
- Dyschoriste multicaulis
- Dyschoriste mutica
- Dyschoriste nagchana
- Dyschoriste novogaliciana
- Dyschoriste nummulifolia
- Dyschoriste nyassica
- Dyschoriste oblongifolia
- Dyschoriste oligosperma
- Dyschoriste paraguariensis
- Dyschoriste parvula
- Dyschoriste pilifera
- Dyschoriste pinetorum
- Dyschoriste poliodes
- Dyschoriste principis
- Dyschoriste pringlei
- Dyschoriste prostrata
- Dyschoriste pseuderecta
- Dyschoriste purpusii
- Dyschoriste quadrangularis
- Dyschoriste quitensis
- Dyschoriste radicans
- Dyschoriste repens
- Dyschoriste rosei
- Dyschoriste rubiginosa
- Dyschoriste sagittata
- Dyschoriste sallyae
- Dyschoriste saltuensis
- Dyschoriste schottiana
- Dyschoriste serpyllifolia
- Dyschoriste serpyllum
- Dyschoriste setigera
- Dyschoriste siphonantha
- Dyschoriste smithii
- Dyschoriste subquadrangularis
- Dyschoriste tanganyikensis
- Dyschoriste tanzaniensis
- Dyschoriste thunbergiiflora
- Dyschoriste trichanthera
- Dyschoriste trichocalyx
- Dyschoriste tubicalyx
- Dyschoriste tweediana
- Dyschoriste vagans
- Dyschoriste venturii
- Dyschoriste vestita
- Dyschoriste xylopoda
- Dyschoriste zambiana